# Иокогама (посёлок)
Иокогама (яп. 横浜町 Ёкохама-мати) — посёлок в Японии, находящийся в уезде Камикита префектуры Аомори. Площадь посёлка составляет 126,55 км², население — 4878 человек (1 августа 2014), плотность населения — 38,55 чел./км².

## Географическое положение
Посёлок расположен на острове Хонсю в префектуре Аомори региона Тохоку. С ним граничат город Муцу, посёлок Нохедзи и сёла Роккасё, Хигасидори.

## Население
Население посёлка составляет 4878 человек (1 августа 2014), а плотность — 38,55 чел./км². Изменение численности населения с 1980 по 2005 годы:
| 1980 | 6590 чел. |  |
| 1985 | 6626 чел. |  |
| 1990 | 6126 чел. |  |
| 1995 | 5806 чел. |  |
| 2000 | 5508 чел. |  |
| 2005 | 5097 чел. |  |

## Символика
Деревом посёлка считается Zelkova serrata, цветком — Brassica rapa, птицей — Charadriidae.